# Sukodadi (Wagir)
Sukodadi is een bestuurslaag in het regentschap Malang van de provincie Oost-Java, Indonesië. Sukodadi telt 4348 inwoners (volkstelling 2010).